# 野模
《野模》（英語：Struggling Girls），2017年公視人生劇展，由張景嵐、康茵茵、李依瑾、焦曼婷、邱德洋領銜主演。公視主頻於2017年3月19日上檔、公視3台於2017年3月25日播出。

## 播出時間

### 首播
| 頻道     | 所在地 | 首播日期      | 播放時間         |
| -------- | ------ | ------------- | ---------------- |
| 公視主頻 | 臺灣   | 2017年3月19日 | 週日22:00－23:30 |
| 公視3台  | 臺灣   | 2017年3月25日 | 週六13:00－14:30 |

## 劇情大綱
吳羽婷、蔡惠玲、江阿鎂三人是好友兼室友，亦是新聞系大三的學生，雖是好友但性格南轅北轍。吳羽婷是虔誠的基督徒，跟系上的建斌是對平凡幸福的小情侶，個性認真努力。江阿鎂是南部女孩，個性善良純樸，又因為天生聾啞反而特別善解人意，是羽婷重要的精神支柱。蔡惠玲則一直有著明星夢，一直覺得自己未來必能成大器，仗恃自己著外貌條件不錯，便從Show Girl、臨演做起，希望能一步步朝自己的理想邁進；但她因為自視甚高，性格又好強，於該子之中樹敵不少，天真的她從來沒想過結下怨的有一天會為自己帶來後果。
因為一次工作上的意外，蔡惠玲為了湊人數而邀吳羽婷兩人一起嘗試Show girl的工作。起初吳羽婷是為了籌措畢製基金而心動，江阿鎂則是純粹為了友情相挺。就在三人第一次同台走秀時，因為被知名經紀公司名模欺負，蔡惠玲以手上握有的持毒照片證據逼名模下跪道歉。原本看似只是一時的意氣之爭，竟為她的生涯帶來噩運。該公司經紀人韓哥善用其身分假作親切地接近她們，表面上說是欣賞她們要幫助她們從野模轉型，成為真正的藝人；實際上韓哥只是為了拿為關鍵證據，並挾怨報復，在他精密的算計和手段下，三人的未來究竟會發生什麼樣翻天覆地的改變呢？

## 演員列表

### 主要演員
| 演員   | 角色   | 介紹 |
| 張景嵐 | 吳羽婷 |      |
| 康茵茵 | 蔡惠玲 |      |
| 李依瑾 | 江阿鎂 |      |
| 焦曼婷 | Amy    |      |
| 邱德洋 | 寶弟   |      |

### 其他演員
| 演員   | 角色    | 介紹 |
| 唐從聖 | 唐凡    |      |
| 李洺中 | 阿LO    |      |
| 陳沂   | 主持人  |      |
| 姚蜜   | Bernice |      |

## 電視電影歌曲
| 曲別   | 歌名     | 演唱者         | 作詞   | 作曲   |
| 主題曲 | 夢想藍圖 | 許維芳、謝嘉全 | 戴恩幟 | 戴恩幟 |

## 取景
新店
- 文化劇場
- 馬公友宜公園

## 製作團隊
- 監　　製：於蓓華
- 督        導：林彥輝
- 製作協調：朱慕蓉
- 製  作  人：林尚德
- 導　　演：尤鴻翼
- 編　　劇：尤鴻翼
- 演員指導：王淮仲
- 場　　記：洪敏華
- 選角/演員管理：尤鴻翼、林欣怡
- 攝 影 師：張匡德
- 燈 光 師：蕭俊良
- 收 音：猴子電男孩
- 場 務：詹順杰
- 美　　術：莊子坪、張千珊
- 造 型 師：潘倫琪、張濬麟
- 髮  妝 師：蘇艾璇、葉思辰、林雅婷
- 聲音後期：馮俊曄
- 主視覺設計：梁鴻欣、陳玉玫
- 電影配樂：林尚德
- 製作著作：翡士特製片

## 外部連結
- 公視人生劇展的Facebook專頁
- 野模的Facebook專頁
- 野模LINE TV頻道 （页面存档备份，存于）

| 公視主頻 週日22:00－23:30        | 公視主頻 週日22:00－23:30               | 公視主頻 週日22:00－23:30 |
| -------------------------------- | --------------------------------------- | ------------------------- |
|                                  | 野模 （2017年3月19日）                  |                           |
| 阿嬤，搖哩搖哩 （2017年3月12日） | 數到十 讓我變成沈曉旭 （2017年3月26日） |                           |

| 公視3台 週六13:00－14:30         | 公視3台 週六13:00－14:30               | 公視3台 週六13:00－14:30 |
| -------------------------------- | -------------------------------------- | ------------------------ |
|                                  | 野模 （2017年3月25日）                 |                          |
| 阿嬤，搖哩搖哩 （2017年3月18日） | 數到十 讓我變成沈曉旭 （2017年4月1日） |                          |